# Hotel Sacher
Hotel Sacher er et af de mest berømte hoteller i Wien og ligger tæt på Wiener Staatsoper. 
Hotel Sacher blev grundlagt af Eduard Sacher i år 1876, men blev overtaget af familien Gürtler i 1930'erne. 
Hotel Sacher er blandt andet berømt for sin Sachertorte, selv med tvivlen om hvorvidt opskriften virkelig tilhørte Eduard Sachers far, Franz Sacher. Franz serverede den første gang i 1832 for fyrst Metternich.
Salget af tærten og andre genstande står for en tredjedel af hotellets omsætning på cirka 40 millioner euro.
I år 2005 blev en overbygning på hotellet bygget i forbindelse med en totalrenovering, hvilket gav yderligere 45 hotelværelser.

## Ekstern henvisning
- Wikimedia Commons har flere filer relateret til Hotel Sacher
- Hotel Sachers hjemmeside

48°12′14″N 16°22′10″Ø / 48.20389°N 16.36944°Ø